# Муралієв Амангельди Мурсадикович
Амангельди Мурсадикович Муралієв (кирг. Амангелды Мурсадыкович Муралиев; нар. 7 серпня 1947) — киргизький державний і політичний діяч, прем'єр-міністр країни від квітня 1999 до грудня 2000 року.

## Життєпис
1967 року закінчив Карабалтийський технікум харчової промисловості. 1976 року закінчив Фрунзенський політехнічний інститут за спеціальністю «Технологія машинобудування, металорізальні верстати й інструменти». 1990 року закінчив Академію народного господарства при Раді міністрів СРСР за спеціальністю «Економіка, організація управління та планування народного господарства».
Від 1967 до 1970 року працював слюсарем, потім майстром Карабалтийського цукрового заводу. У 1970—1973 роках був техніком-конструктором, інженером-конструктором Фрунзенського дослідного заводу електровакуумного машинобудування. Від 1973 до 1976 року обіймав посади конструктора, керівника бригади головного спеціалізованого конструкторського бюро сіноприбиральної техніки. Потім, до 1978 року, був інструктором промислово-транспортного відділу Фрунзенського міського комітету партії. Від 1978 до 1982 року — головний інженер, директор Фрунзенського заводу важкого електромашинобудування «Тяжэлектромаш». У 1982—1988 роках був генеральним директором Киргизького виробничого об'єднання автомобільного машинобудування «Кыргызавтомаш».
Від 1988 до 1991 року очолював виконком і міську раду Фрунзе, був мером столиці. У 1991—1992 роках займав пост державного секретаря, голови Державного комітету Киргизстану з економіки. Член Президії Кабінету міністрів, член Президентської ради й міської ради. Від 1992 до 1993 року обіймав посаду міністра економіки та фінансів Киргизстану.
1993 року вийшов у відставку через незгоду з політикою президента, очоливши Союз виробників і підприємців Киргизстану.
Від 1993 до 1994 року — голова Державного комітету з економіки, член Президії уряду Киргизької Республіки, член колегії міністерства економіки. У 1994—1996 роках обіймав посаду голови правління Фонду державного майна — міністра Киргизстану. 1996 року був призначений на посаду заступника голови уряду Киргизької Республіки з промислової політики. Після цього, до 1999 року, очолював державну адміністрацію Ошської області.
Від квітня 1999 до грудня 2000 року очолював уряд Киргизстану.
Після виходу у відставку, до лютого 2004 року, займав пост президента ЗАТ «Кыргызская фондовая биржа».
У 2004—2005 роках очолював міністерство економічного розвитку, промисловості й торгівлі Киргизстану.
Окрім того, від 1991 до 2008 року займав пост президента Федерації футболу Киргизстану. Від кінця 2008 року — її почесний президент.
У 2010 — квітні 2014 року — голова ради директорів ВАТ «Кыргызалтын», член ради директорів ВАТ «Centerra» (Канада).
Від 14 липня до 21 грудня 2010 року займав пост першого віце-прем'єр-міністра технічного уряду Киргизстану.
Має низку винаходів і раціоналізаторських пропозицій, більшість з яких впроваджено у виробництво, за що отримав нагрудний знак «Винахідник СРСР».